# Міжнародне агентство з дослідження раку

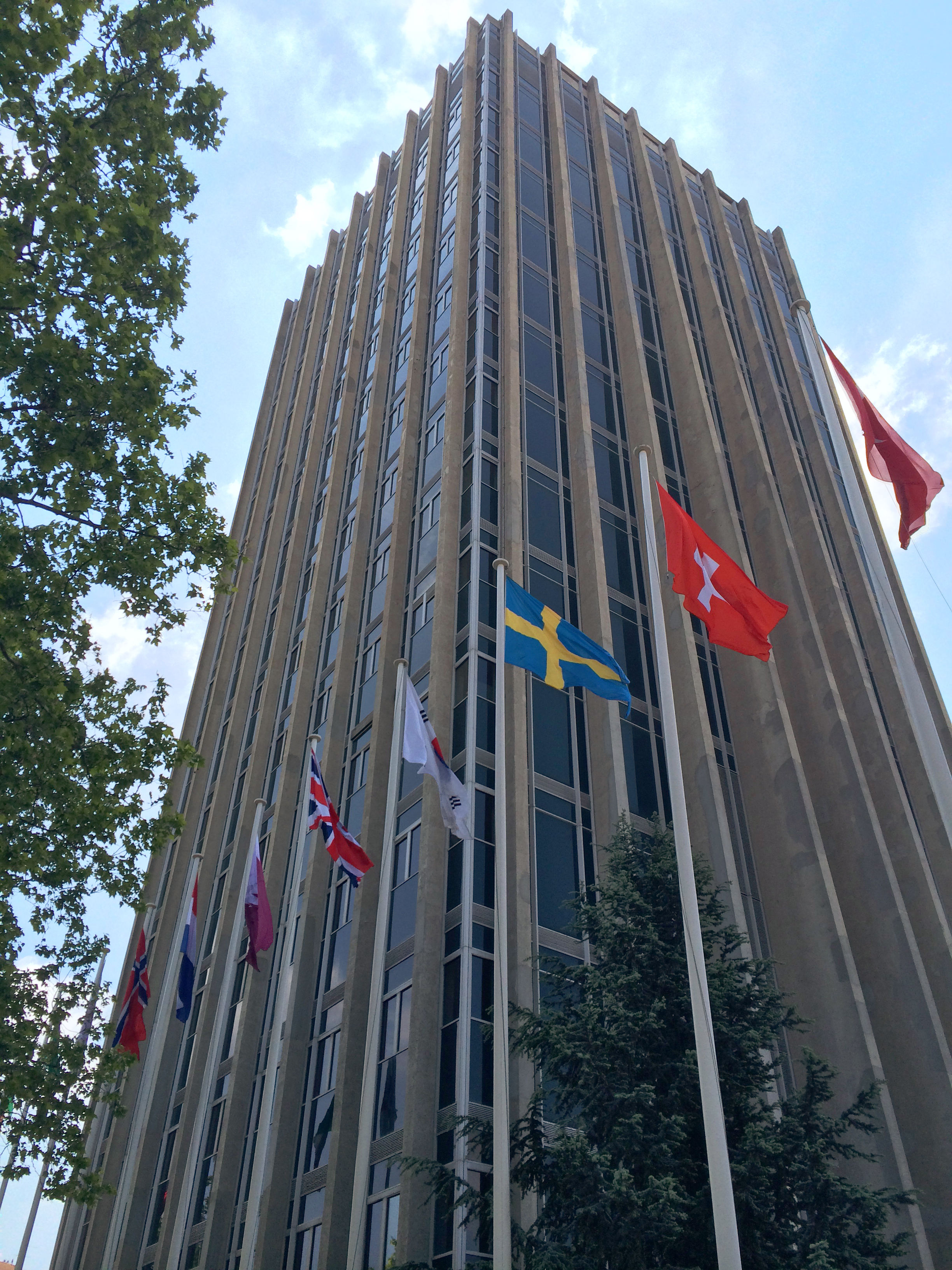

Міжнаро́дне аге́нтство з дослі́дження ра́ку (англ. International Agency for Research on Cancer, IARC) — міжурядове агентство у складі Всесвітньої організації охорони здоров'я ООН.

## Категорії канцерогенів за IARC
- Категорія 1: канцерогенний для людей.
- Категорія 2A, 2B: можливо канцерогенний для людей.
- Категорія 3: не класифікований стосовно канцерогенності для людей.
- Категорія 4: імовірно не канцерогенний для людей.